# 格蘭特福克 (伊利諾伊州)
格蘭特福克（英語：Grantfork）是位於美國伊利諾伊州麥迪遜縣的一個村落。

## 地理
格蘭特福克的座標為38°49′50″N 89°39′58″W / 38.83056°N 89.66611°W，而該地最高點為海拔高度162米（即531英尺）。

## 人口
根據2010年美國人口普查的數據，格蘭特福克的面積為0.79平方千米，當中陸地面積為0.77平方千米，而水域面積為0.02平方千米。當地共有人口337人，而人口密度為每平方千米426人。